# Guanajuato, Tamaulipas
Guanajuato är en ort i Mexiko.   Den ligger i kommunen Llera och delstaten Tamaulipas, i den centrala delen av landet, 400 km norr om huvudstaden Mexico City. Guanajuato ligger 162 meter över havet och antalet invånare är 155.
Terrängen runt Guanajuato är huvudsakligen platt, men västerut är den kuperad. Runt Guanajuato är det mycket glesbefolkat, med 7 invånare per kvadratkilometer. Närmaste större samhälle är Ignacio Zaragoza, 3,7 km norr om Guanajuato. Trakten runt Guanajuato består till största delen av jordbruksmark.